# رشته‌کوه سیتیندن
رشته‌کوه سیتیندن (روسی: Сиетиндэнский хребет) یک رشته‌کوه در یاقوتستان کشور روسیه است.